# Poggio San Marcello
Poggio San Marcello es una localidad y comune italiana de la provincia de Ancona, región de las Marcas, con 758 habitantes.

## Evolución demográfica
| Gráfica de evolución demográfica de Poggio San Marcello entre 1861 y 2001 |
|                                                                           |
| Fuente ISTAT - elaboración gráfica de Wikipedia                           |